# Miodelphinus miensis
Miodelphinus miensis — єдиний у роді Miodelphinus вид з родини Squalodelphinidae. Сучасні види річкових дельфінів Гангу та Інду перебувають під загрозою вимирання, але їхні родичі в минулому були більш різноманітними. Родина Squalodelphinidae — група міоценових родичів річкових дельфінів Гангу та Інду. Наші знання про сквалодельфінідів повільно збільшувалися в дев'ятнадцятому столітті й різко розширилися з 2010-х років. Італія, Швейцарія, східна частина США, Аргентина та Перу є місцями знаходжень названих і добре збережених скам'янілостей сквалодельфінід. Сквалодельфініди також відомі з Нової Зеландії, Німеччини та Венесуели. Однак лише два екземпляри цієї родини були зареєстровані в північній частині Тихого океану, у штаті Вашингтон, США та Японії.
Новий вид і рід описано на основі викопного матеріалу з формації Haze, група Ichishi, ранній міоцен (18,7–18,5 млн. років) префектури Міе, Японія. Miodelphinus miensis сприяє розширенню наших знань про різноманітність сквалодельфінід. Сквалодельфініди були широко розповсюджені не тільки в Атлантиці, але також у південній і північній частині Тихого океану в ранньому міоцені. Це свідчить про те, що родина мала хронологічно глибше походження, наприклад початок раннього міоцену або давніше.